# Hanns Holdt

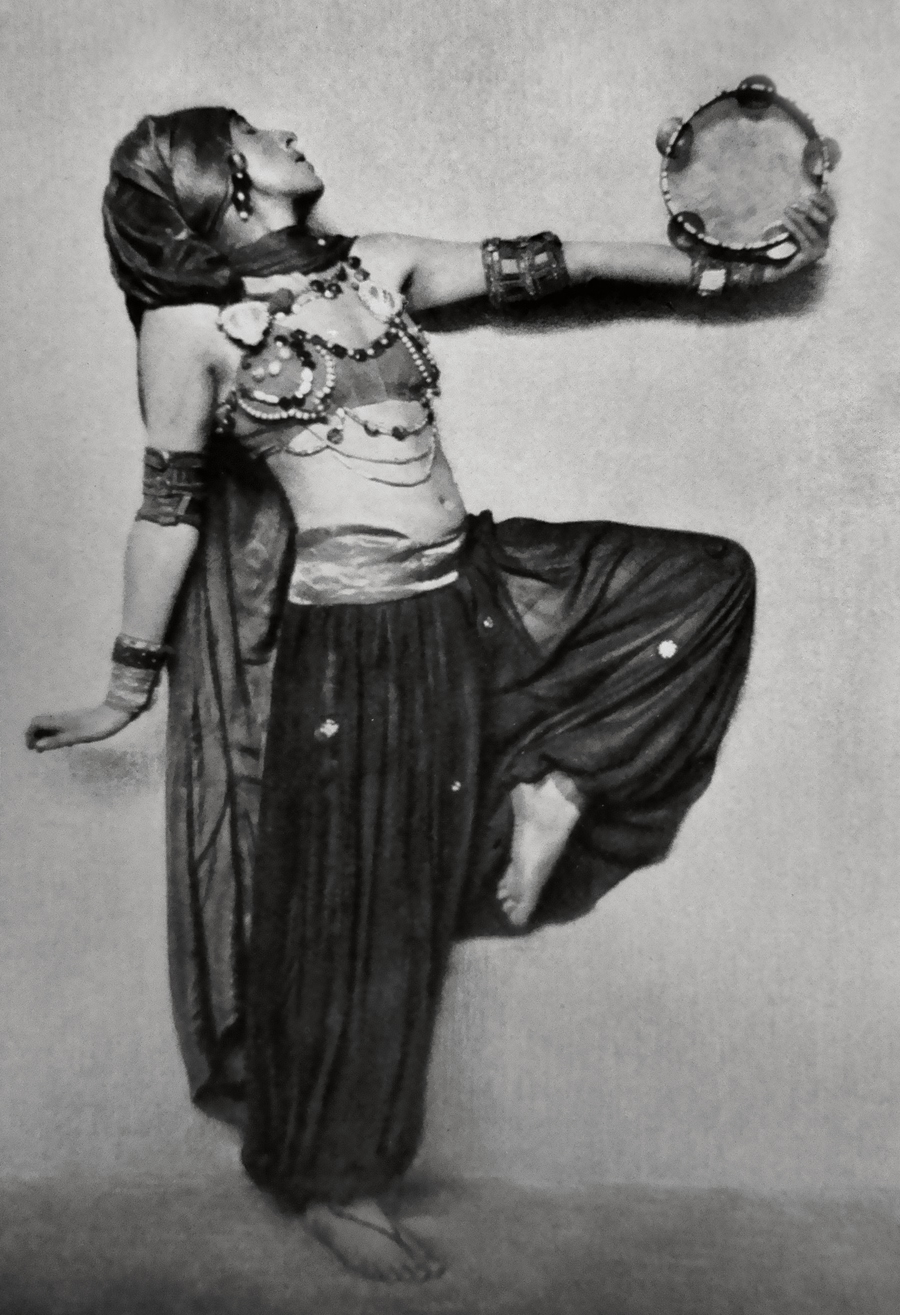
Sent M’Ahesa (um 1928)

Hanns Holdt (geboren 1887 in Breslau; gestorben 1944 in München) war ein deutscher Fotograf.

## Leben
Hanns Holdt studierte von 1912 bis 1914 Fotografie an der Bayerischen Staatslehranstalt für Lichtbildwesen in München. Von 1918 bis 1932 arbeitete Holdt als Porträtfotograf in Köln und war in der Zeit Mitglied der  Gesellschaft Deutscher Lichtbildner (GDL). Er spezialisierte sich auf Farbporträts mit den Verfahren Jos-Pe und Vobach. Ab 1934 war er als Fotojournalist in München tätig. Um 1936 verkaufte er sein Atelier.

Fotografien aus Griechenland
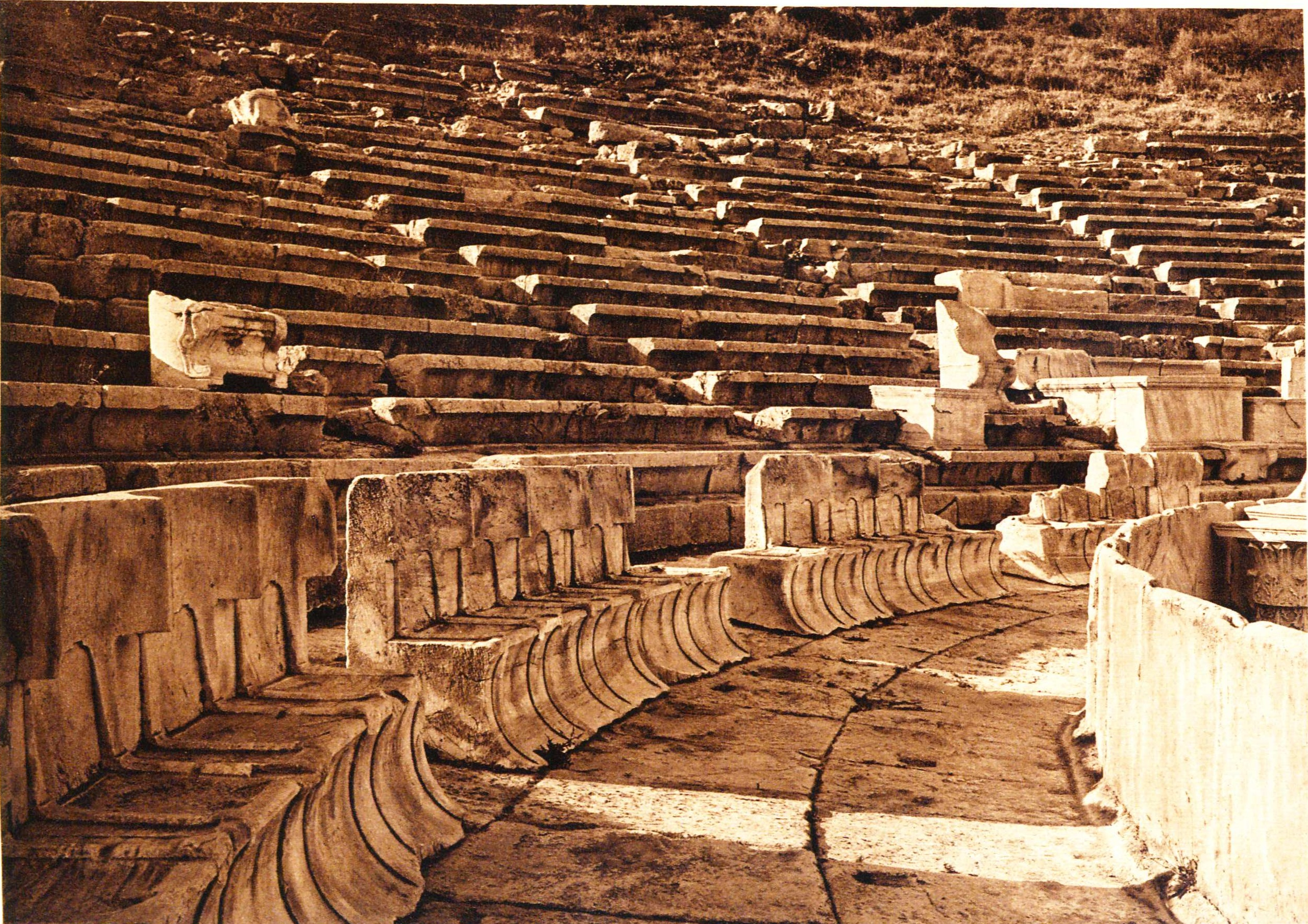
Dionysostheater 1922
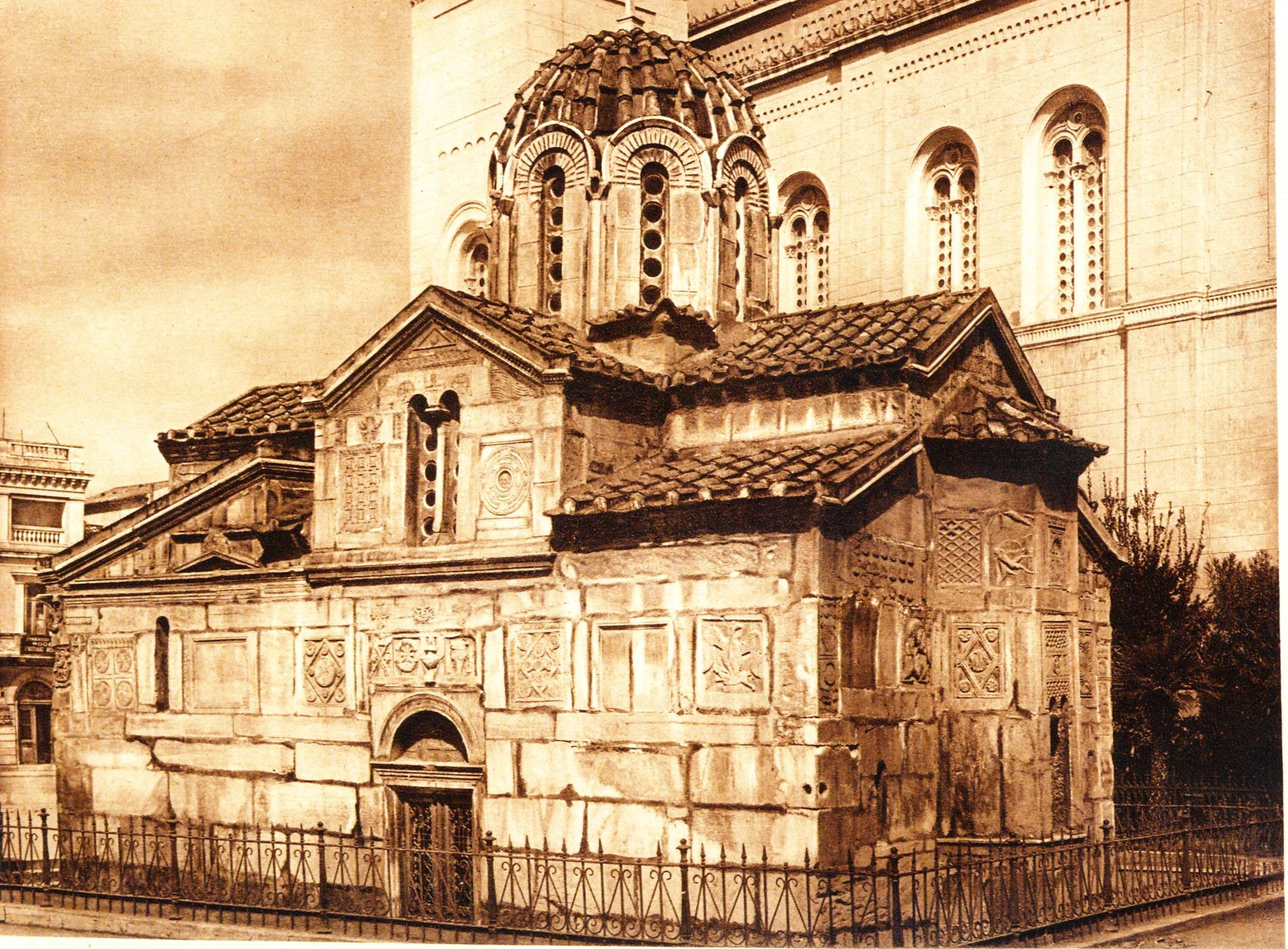
Panagia Gorgoepikoos 1922
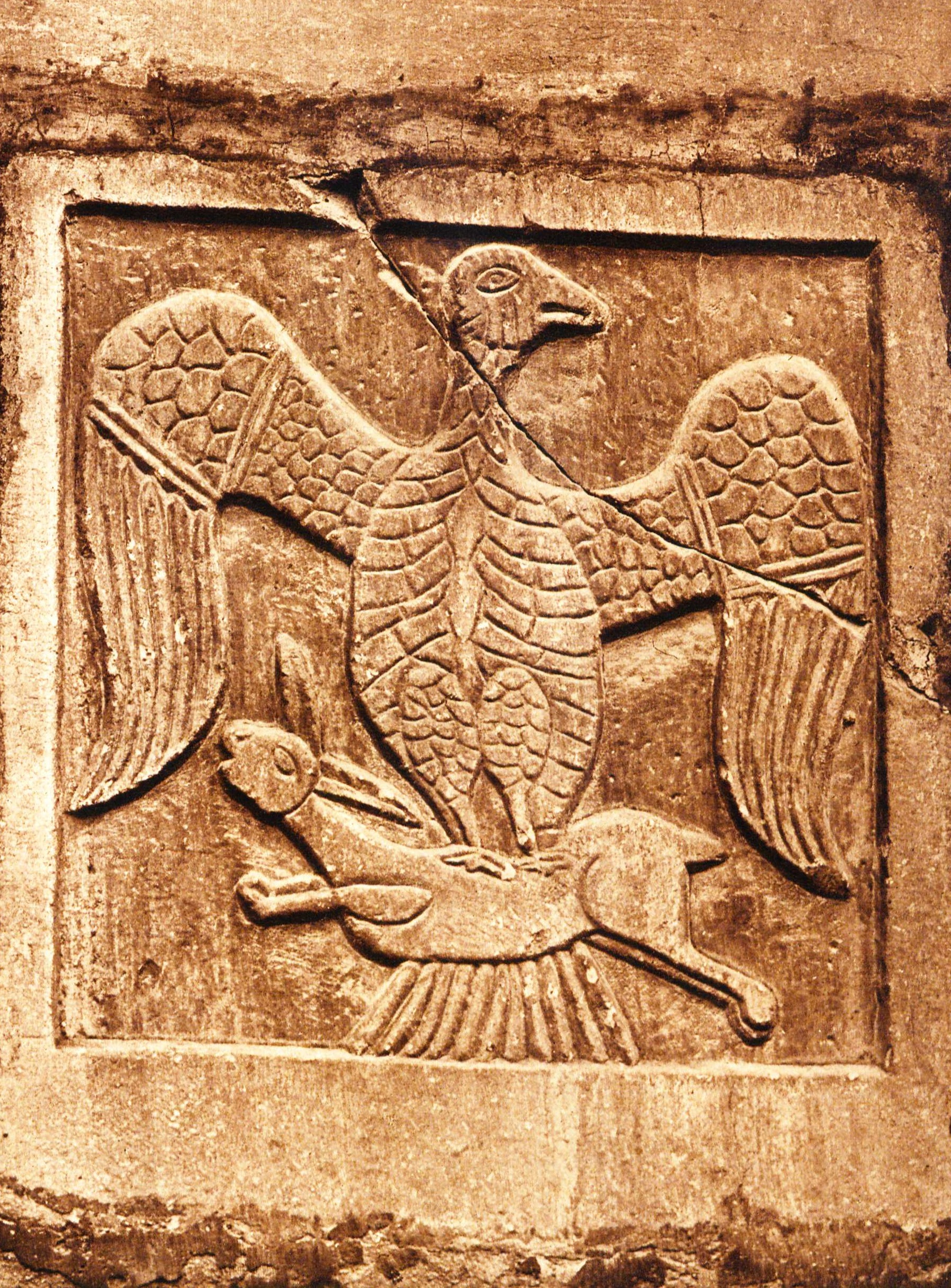
Relief am Panagia Gorgoepikoos 1922
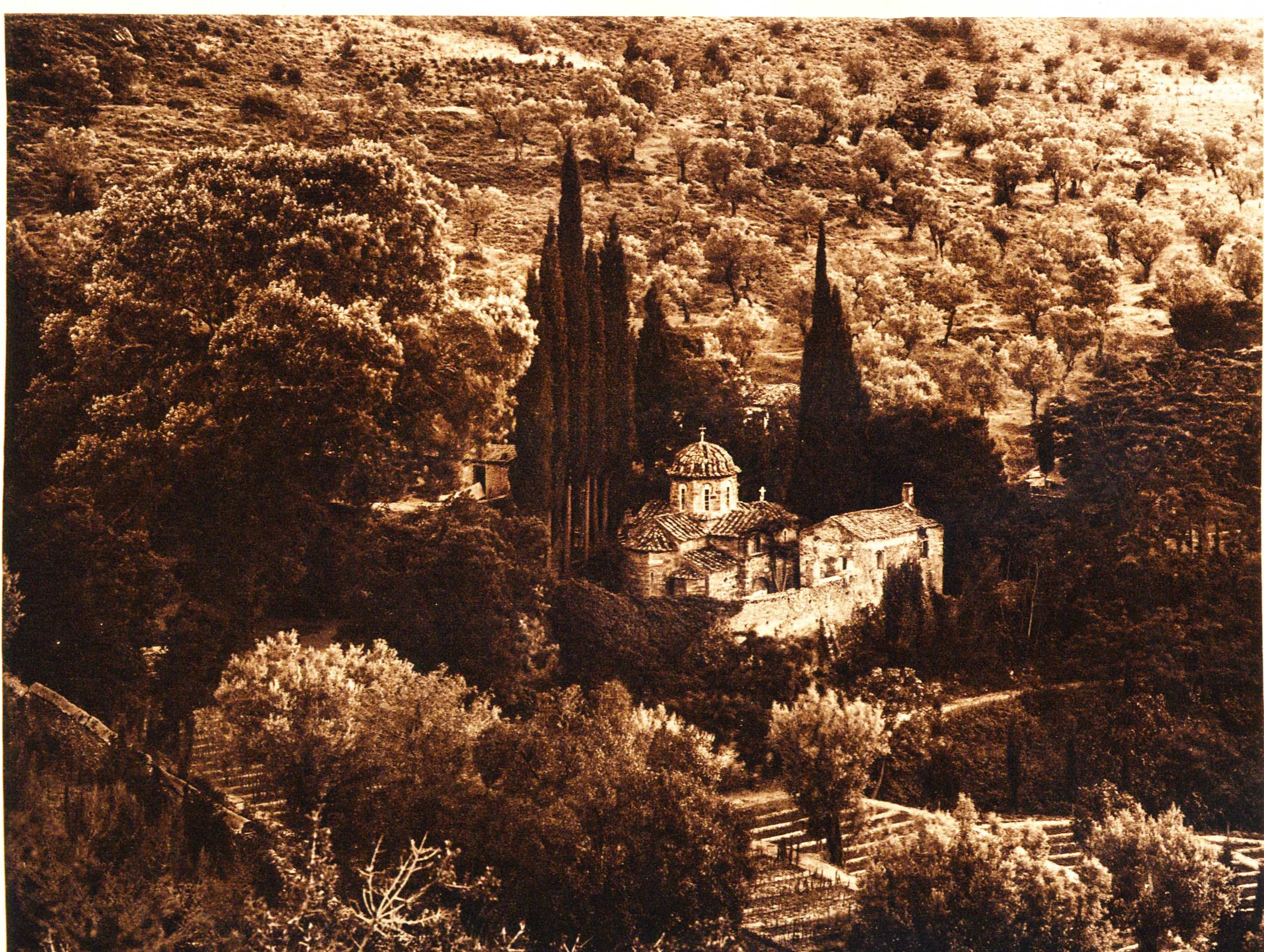
Kloster Kesariani 1922
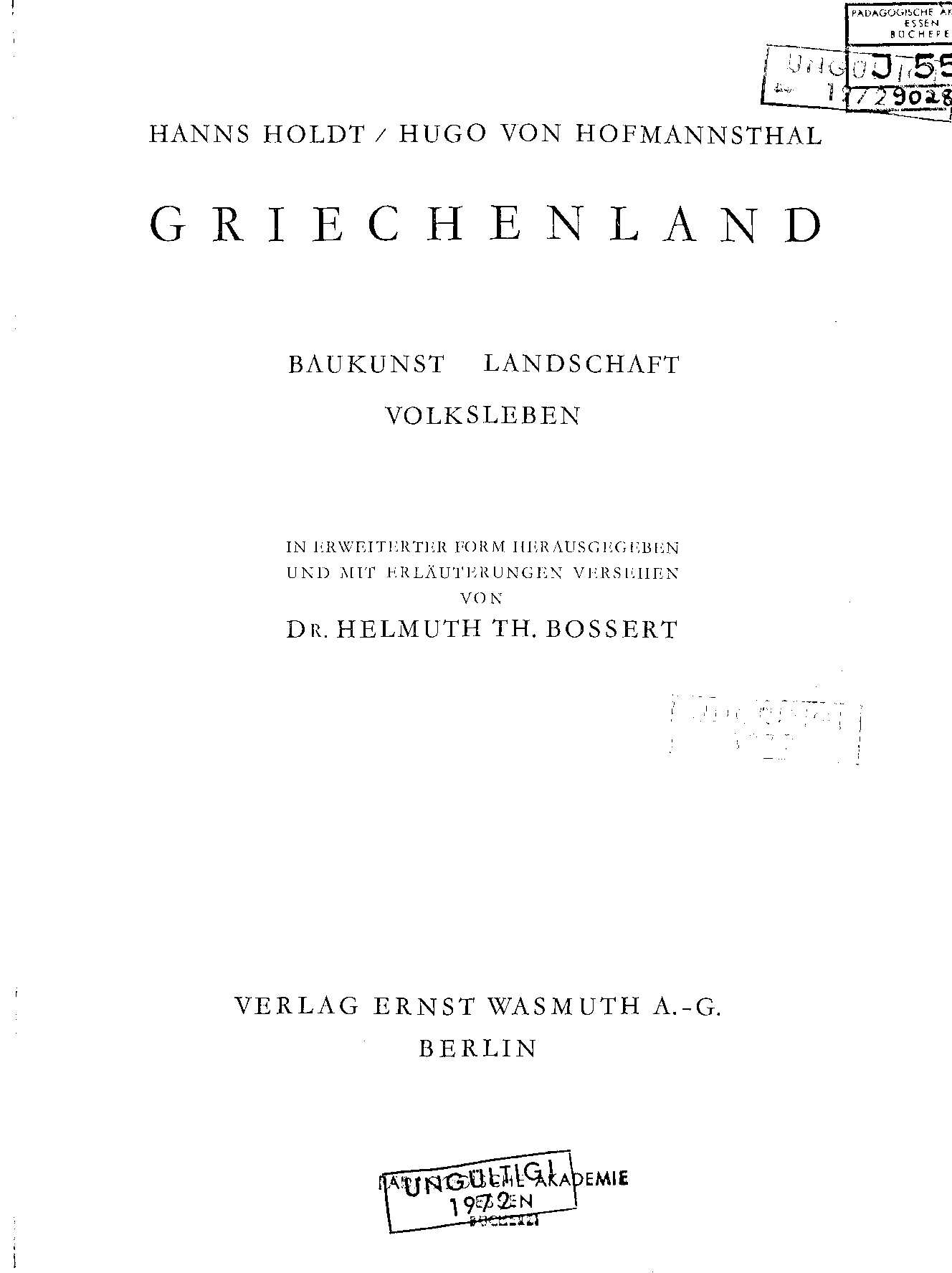
Fotoband Griechenland.dritte erweiterte Auflage 1928

## Fotografien

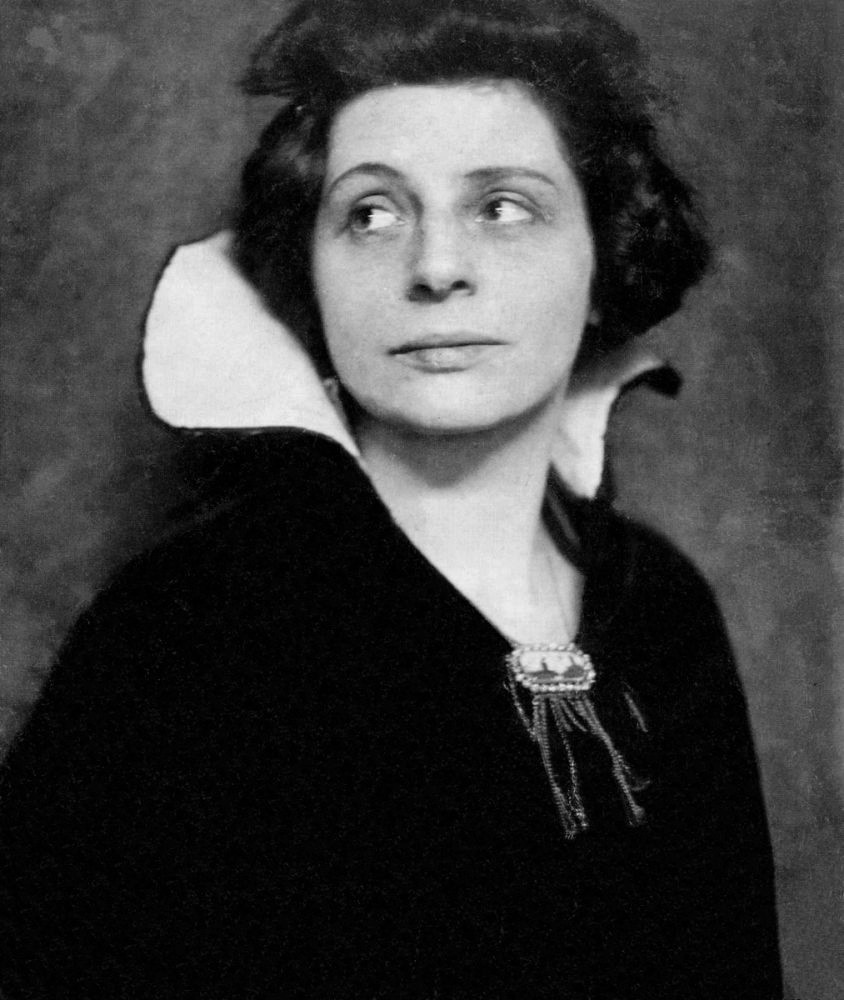
Lou Albert-Lasard (um 1916). Foto von Hanns Holdt

- Magda Bauer. 8 photographische Studien. Mit einleitenden Worten von G. R. Heyer. Euphorion, München 1919.
- Niddy Impekoven. 7 photographische Studien. Mit einleitenden Worten von Hertha Koenig. Euphorion, München 1919.
- Griechenland. Baukunst, Landschaft, Volksleben. Einleitung Hugo von Hofmannsthal. Wasmuth, Berlin 1922.
- Griechenland. Baukunst, Landschaft, Volksleben. Einleitung Hugo von Hofmannsthal. Erweiterte Auflage. Erläuterungen Helmuth Theodor Bossert. Einbandzeichnung der Leinenausgabe Fritz Helmuth Ehmcke. Wasmuth, Berlin 1928.

Fotografien in Sammeldarstellungen
- Fotografie 1919–1979. Made in Germany. Die GDL-Fotografen. Umschau, München 1979.
- Und sie haben Deutschland verlassen …müssen. Fotografen und ihre Bilder 1928–1997. Katalog. Rheinisches Landesmuseum, Bonn 1997.